# Edoardo Ziello
Edoardo Ziello (Civitavecchia, 11 aprile 1992) è un politico italiano.

## Biografia
Nato a Civitavecchia, da sempre è residente nel pisano; sua madre è stata per 11 anni consigliera comunale di centrodestra a Vicopisano. 
Ziello aderisce alla Lega Nord nel 2013 e nel 2015 viene eletto segretario provinciale pisano del Movimento Giovani Padani.
A giugno 2016, dopo essere stato eletto consigliere comunale a Cascina con 422 preferenze, risultando il più votato di tutti gli schieramenti politici, viene nominato dal sindaco Susanna Ceccardi assessore al Welfare. Nel giugno 2017 si candida al congresso comunale della Lega di Pisa e diventa segretario comunale.
Alle elezioni del 2018 si candida alla Camera dei deputati nel collegio uninominale Toscana - 10 (Pisa) per la coalizione di centrodestra (in quota Lega), venendo eletto con il 33,77% e superando Lucia Ciampi del centrosinistra (29,2%) e Laura Palagini del Movimento 5 Stelle (25,7%). Nel luglio 2018 viene nominato delegato d'aula del gruppo Lega alla Camera. A giugno 2018 viene nominato delegato d’Aula del gruppo Lega Salvini Premier dal Capogruppo, Riccardo Molinari. 
Nel luglio del 2020 viene nominato assessore speciale alla sicurezza urbana del comune di Pisa dalla giunta di centrodestra presieduta da Michele Conti.
Alle elezioni politiche del 2022 si ripresenta alla Camera nel collegio uninominale Toscana - 04 (Pisa) per il centrodestra e come capolista della Lega nel collegio plurinominale Toscana - 03., venendo rieletto all'uninominale con il 40,06%, sopravanzando Stefano Ceccanti del centrosinistra (34,90%) e Claudio Loconsole del Movimento 5 Stelle (11,70%). Ad ottobre viene riconfermato delegato d’Aula dal Capogruppo della Lega, Riccardo Molinari.
Alle comunali del maggio 2023 viene eletto consigliere a Pisa con 345 preferenze risultando il più votato del suo partito.
Nel giugno 2023 viene eletto Segretario della commissione d’inchiesta parlamentare sulle condizioni di sicurezza e sullo stato di degrado di città e periferie.